# Mariquina
Mariquina is een gemeente in de Chileense provincie Valdivia in de regio Los Ríos. Mariquina telde 21.278 inwoners in 2017 en heeft een oppervlakte van 1321 km².